# Sainte-Hélène, Vosges
Sainte-Hélène är en kommun i departementet Vosges i regionen Grand Est (tidigare regionen Lorraine) i nordöstra Frankrike. Kommunen ligger i kantonen Bruyères som tillhör arrondissementet Épinal. År 2022 hade Sainte-Hélène 445 invånare.

## Befolkningsutveckling
Antalet invånare i kommunen Sainte-Hélène
| Referens: INSEE |